# Friedrich Theodor Fröhlich

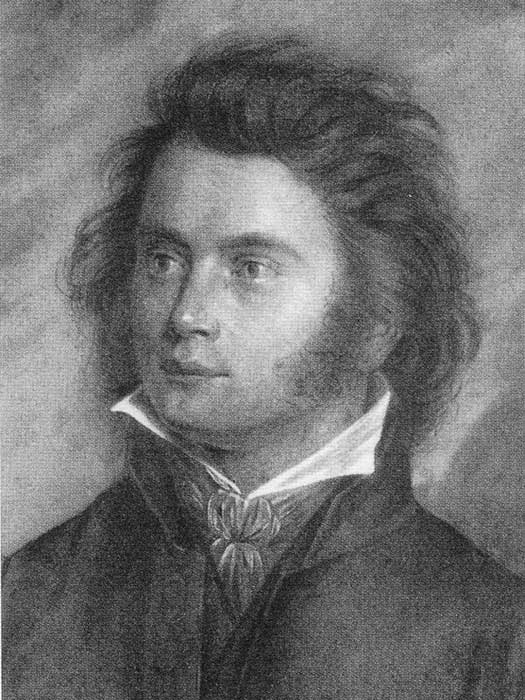
Friedrich Theodor Fröhlich.

Friedrich Theodor Fröhlich, född den 20 februari 1803 i Brugg i kantonen Aargau, död den 16 oktober 1836 i Aarau, var en schweizisk musiker. 
Fröhlich, som var musikdirektör i Aarau, komponerade oratorier, kantater, symfonier samt flera solo- och flerstämmiga sånger. 